# Stradario di Corbetta
Questa voce raccoglie un elenco completo con breve descrizione delle strade e delle piazze della città di Corbetta in provincia di Milano nell'area del magentino.

## Introduzione
Dato che la denominazione ufficiale di vie e piazze e la relativa identificazione mediante targhe apposte dal comune è abbastanza recente, i nomi antecedenti sono tutti di origine popolare.
I nomi rimarcano quindi particolari caratteristiche delle vie quali ad esempio il loro tracciato, un edificio importante (ad esempio piazza del Santuario) o, nel caso delle strade campestri, dalla località a cui erano dirette o alla quale erano più vicine (ad esempio via Abbiategrasso).

## Toponimi attuali
In questa sezione sono presenti i nomi delle vie cittadine e campestri tuttora esistenti o, al massimo esistenti nella seconda metà del XX secolo.

## 0 - 9
1º maggio, piazza
Piazza 1º maggio, dedicata alla festa dei lavoratori, è una delle principali piazze dell'abitato cittadino realizzate negli anni del boom economico. Essa venne progettata dal celebre architetto urbano Giò Pomodoro che curò anche la realizzazione di nuove unità abitative direttamente sulla piazza stessa. Settimanalmente essa è sede del mercato locale.
2 giugno, via
Via 2 giugno, dedicata alla commemorazione della proclamazione della Repubblica Italiana il 2 giugno 1946, è una delle vie più lunghe del centro storico di Corbetta. Essa deve la propria straordinaria lunghezza di 400 metri al fatto che per un intero lato, essa è costeggiata dal muraglione di confine che conclude le proprietà di due delle nove ville storiche presenti nella città, villa Borri-Manzoli e villa Frisiani Olivares Mereghetti Maggi. Villa Borri Manzoli, inoltre, aveva qui un tempo un grande cancello oggi murato di cui però è possibile ancora ammirare la sontuosità delle decorazioni nei pilastri superiori.
4 novembre, via
Via 4 novembre, dedicata alla vittoria della prima guerra mondiale, è una delle direttrici principali della città di Corbetta. Realizzata negli anni '20, essa ha ottenuto popolarmente anche il nome di Viale delle Rimembranze in quanto essa conduce verso il cimitero locale direttamente dalla chiesa parrocchiale, il che la rende il principale viatico di tutte le cerimonie funebri e commemorative della città. Lungo questa via si trova anche l'oratorio parrocchiale con annesso un grande campo da calcio che costeggia in gran parte la via.
24 maggio, via
Via 24 maggio è posta nell'area centrale dell'abitato corbettese. Essa è una piccola via a senso unico che scorre in un gruppo di case e palazzi realizzati negli anni '20. Essa, assieme a via Leonardo da Vinci, costituisce una delle principali comunicazioni con l'area nord di Corbetta ove si trova il quartiere Villa Pagani. Essa inoltre è gittante su via Volta che è una delle principali vie che mette in comunicazione il centro storico corbettese con l'ex SS11 Milano-Novara.
25 aprile, piazza
Piazza 25 aprile a Corbetta è posta nel Quartiere Villa Pagani è sorge su terreni un tempo proprietà del comm. Enrico Pagani, podestà corbettese negli anni '20. L'area venne inaugurata proprio negli anni '20 quando il Pagani donò parte del proprio terreno per realizzare il nuovo edificio comunale e trasferirlo da via Cavour ove si trovava in precedenza (attualmente il palazzo municipale costruito qui è sede della locale biblioteca). La piazza costituì anche un ingresso monumentale a Villa Pagani, di proprietà dello stesso podestà, posta proprio di fronte all'ex comune.

## A
Abbiategrasso, via
Abbiategrasso è uno dei maggiori centri dell'area e questa via conduce appunto da Corbetta ad Abbiategrasso attraverso un lungo snodarsi attraverso i campi della campagna corbettese e robecchese. Lungo questa strada si trova la Cascina Brambilla, una delle più grandi del territorio comunale di Corbetta.
Adamello, via
Adamello una delle maggiori cime lombarde nella Val Camonica.
Alessandrini Emilio, via
Emilio Alessandrini è stato un magistrato italiano, assassinato durante gli anni di piombo da un commando del gruppo terroristico Prima Linea. È una via che costeggia l'ex SS11 ed è una strada senza uscita.
Alfieri Vittorio, via
La via è dedicata al celebre poeta astigiano e si trova in un'area periferica della città, lungo la strada che conduce alla frazione di Castellazzo de' Stampi. È una strada senza uscita.
Alighieri Dante, via
Al celebre poeta duecentesco Dante Alighieri è stata dedicata una piccola via a ridosso del centro cittadino, nei pressi di piazza XXV Aprile.
Amendola Giovanni, via
Dedicata al politico salernitano Giovanni Amendola che fu tra i personaggi più rappresentativi dell'antifascismo. Si trova nei pressi di viale della Repubblica, circonvallazione esterna della città.
Archimede, via
Dedicata al celebre inventore siracusano Archimede, è posta nei pressi della circonvallazione esterna del paese ed è il proseguimento ideale della lunga via 2 giugno. Atipica è la sua presenza nell'area viaria dedicata agli esploratori.
Ariosto Ludovico, via
Questa via è dedicata al poeta Ludovico Ariosto e si trova all'interno del quartiere residenziale costruito a Corbetta negli anni '80 a sud del centro cittadino, in un'area un tempo occupata da campi ad uso agricolo.
Aventino dell', via
Via dedicata all'omonimo colle di Roma, venne aperta negli anni '50 consequenzialmente alla costruzione del quartiere popolare di viale Europa e della costruzione dell'area di via Cozzi ove attualmente si trova la locale casa di riposo per anziani.

## B
Bandiera fratelli, via
Ai patrioti Attilio ed Emilio Bandiera, fucilati dalla polizia borbonica a Cosenza nel 1844 assieme a sette compagni, è stata dedicata una strada comunale nella frazione di Cerello, in una zona caratterizzata da una toponomastica risorgimentale.
Baracca Francesco, via
All'eroe dell'aviazione italiana Francesco Baracca, medaglia d'oro della prima guerra mondiale, è dedicata una strada presso il Quartiere Villa Pagani aperta negli anni '30 in concomitanza alla realizzazione in loco di una delle prime case popolari della città.
Barera Attilio, via
Anticamente via San Vittore, la via è dedicata al prevosto Attilio Barera (parroco dal 1933 - 1958) che si prodigò notevolmente per il recupero sociale ed economico del paese nel primo dopoguerra. La via è posta dietro il giardino della canonica, all'interno di un quartiere settecentesco ed un tempo, prima dell'apertura della vicina piazza Corbas, era una prosecuzione dell'attuale via San Vittore che costeggia la chiesa parrocchiale sul lato destro.
Battisti Cesare, via
La via in questione venne aperta negli anni '20 in concomitanza con la costruzione dell'adiacente Villa Pagani della Torre, di proprietà dell'allora sindaco di Corbetta, Enrico Pagani. La cinta del grande parco in cui la costruzione è inserita riempie tutto un lato della via stessa.
Beccaria Cesare, via
Questa via dedicata a Cesare Beccaria, è stata realizzata verso la metà degli anni '90 a conseguenza della realizzazione di nuovi nuclei abitativi presso la vicina ex SS11. La via è inserita in un'area caratterizzata da una toponomastica dedicata agli scrittori.
Bellini Vincenzo, via
Questa è via dedicata al compositore Vincenzo Bellini, è si trova situata nella frazione di Castellazzo de' Stampi, non distante dal centro storico del borgo. Essa è inserita in un'area caratterizzata da una toponomastica dedicata ai musicisti.
Berchet Giovanni, via
Giovanni Berchet, vero nome di Riccardo Michelini, è il poeta e scrittore a cui è dedicata questa via di Corbetta, posta presso l'ex SS11. La via è inserita in un'area caratterizzata da una toponomastica dedicata agli scrittori e si presenta come una strada chiusa che sfocia direttamente in una zona agricola ancora oggi coltivata a vite, una delle poche sul territorio comunale.
Beretta Pierino, piazza
Questa via è dedicata al partigiano corbettese Pierino Beretta, barbaramente ucciso nel 1944 da un rastrellamento eseguito dal capitano Theodor Saevecke, poi responsabile della strage di piazzale Loreto a Milano. Questa piazza venne a lui dedicata negli anni '70 in occasione della risistemazione urbana dell'area. In quegli stessi anni venne apposto un monumento in bronzo ai partigiani per ricordare tutti i corbettesi periti per cause belliche nella seconda guerra mondiale. Nel 2001 vi è stata apposta una targa apposita per ricordare le gesta di Pierino Beretta. La piazza si trova anche adiacente all'ex Consorzio Agrario di Corbetta, realizzato negli anni '30 e che da qualche anno è stato trasferito nella frazione di Cerello. Popolarmente, a riprendere una tradizione più antica, questa piazza è detta Piazza del Tram perché un tempo era sede dell'unica stazione cittadina della tranvia interurbana Milano – Magenta.
Bixio Nino, via
Strada comunale trasversale della via Benedetto Croce che costituisce la circonvallazione esterna di Corbetta e frontale alla via Rosario che conduce alla frazione di Cerello. Essa è dedicata al noto generale garibaldino Nino Bixio. Qui si trova la testa del fontanile Garavaglia che giunge sino a Cerello compiendo un percorso di quasi 3 chilometri.
Borletti Aldo, viale
Viale dedicato all'industriale Aldo Borletti che negli anni '50 impiantò a Corbetta una sede della propria ditta, la Magneti Marelli. La lunga via scorre ancora oggi di fianco allo stabilimento e si trova in un'area periferica della città, al confine col comune di Santo Stefano Ticino. La via comporta nel proprio percorso anche un cavalcavia sopra la ferrovia di Corbetta.
Borri, vicolo
Piccola via dedicata alla famiglia Borri, una delle più antiche ed influenti nella storia di Corbetta, un tempo proprietaria di una villa e di molti terreni nell'abitato. A questa famiglia appartennero San Mona e Bonacossa Borri, figlia di Squarcino, che fu moglie di Matteo I Visconti.
Borsellino Paolo, piazza
Piazza dalla caratteristica forma triangolare dedicata al giudice Paolo Borsellino, ucciso nel 1992 mentre stava indagando su operazioni di mafia assieme al giudice Giovanni Falcone. La piazza venne inaugurata proprio nel 1992 e dedicata al magistrato da poco scomparso. Essa è frontale proprio a villa Massari e rappresenta uno dei parcheggi più centrali della città. Su di essa si trovano anche alcune entrate al palazzo comunale ed al parco cittadino.
Brera, via
Anticamente denominata Contrada di Brera, la via fa riferimento con tutta probabilità all'antica presenza di un convento degli Umiliati nell'adiacente via Cattaneo, sul terreno ove oggi sorge Villa Frisiani Olivares Ferrario. Gli Umiliati, a Milano, avevano sede nel quartiere di Brera, nel palazzo ove oggi ha sede l'omonima accademia artistica.
Brodolini Giacomo, via
Dedicata al politico e sindacalista Giacomo Brodolini, medaglia d'oro al valor civile, la via si trova in un'area periferica di confine del comune di Corbetta con quello di Magenta. È una strada senza uscita in gran parte non costruita ma attorniata da campi ad uso agricolo.

## C
Cadorna Luigi, via
Al generale e politico Luigi Cadorna della prima guerra mondiale, è stata dedicata la strada principale che dall'ex SS11 conduce alla stazione ferroviaria di Corbetta-Santo Stefano Ticino. Essa è condivisa parzialmente con il comune di Santo Stefano Ticino ed è attualmente la via più lunga del comune di Corbetta.
Calatafimi, via
Questa via è dedicata alla città siciliana di Calatafimi ove nel 1860 ebbe luogo l'omonima battaglia tra i 1000 di Garibaldi e le truppe borboniche. Situata nel Quartiere Malpaga, essa rappresenta una delle vie dell'area industriale di Corbetta.
Caldara Emilio, via
Via dedicata al primo sindaco socialista di Milano, Emilio Caldara appunto, eletto nel 1914. La via venne inaugurata negli anni '70 assieme al vicino quartiere comprendente molte abitazioni e oggi anche l'asilo nido cittadino.
Cantalupetta, via della
Questa via trae origine dal nome della Cascina Cantalupetta alla quale conduce. Essa si trova nel territorio della frazione di Soriano. La strada esiste con questo toponimo sin dal XVIII secolo quando venne eretta la cascina.
Carducci Giosuè, via
Dedicata al celebre poeta Giosuè Carducci, questa via costeggia il tratto cittadino del canale Villoresi e si presenta come una via senza uscita.
Carnaghi Pasquale, via
Questa via è dedicata al prevosto corbettese, monsignor Pasquale Carnaghi (parroco dal 1906 al 1933), nominato a suo tempo cameriere segreto di Sua Santità dal pontefice Pio XI, che fu uno dei più importanti sacerdoti della città tra le due guerre ed ebbe un ruolo sociale decisivo durante gli anni della prima guerra mondiale.
Cascina Beretta, strada per
Questa via trae il proprio nome dalla Cascina Beretta alla quale conduce, partendo dall'ex SS11. Il toponimo esiste dal XVIII secolo quando venne eretta la cascina.
Cascina Novella, strada privata
Questa via, inserita nell'abitato di Castellazzo de' Stampi, trae il proprio nome dalla Cascina Novella alla quale conduce. La via si origina all'incrocio con la via Giovanni Pascoli, la principale della frazione, passando nel mezzo della Cascina Cucca o Calzolari.
Cascina Nuova, via
È questa una delle tipiche vie campestri della città di Corbetta che si estende verso l'area della Stravascia e trae il proprio nome dalla Cascina Nuova, una delle principali che si trovano lungo il suo percorso. Questa via costeggia il cimitero ed accoglie anche la discarica comunale.
Casnati, via
Situata nella frazione di Cerello, via Casnati è dedicata alla famiglia dei nobili Casnati che ebbe diversi possedimenti nella frazione. La famiglia Casnati, all'inizio dell'Ottocento, fece costruire una piccola cappella di famiglia su un proprio terreno al centro del paese che successivamente venne ampliato tra la fine dell'Ottocento e l'inizio del Novecento sino a divenire l'attuale chiesa parrocchiale di San Vincenzo.
Cattaneo Carlo, via
Dedicata al patriota e scrittore Carlo Cattaneo, la via è una delle più centrali nel paese e scorre dinandi a Villa Frisiani Olivares Ferrario, attuale sede comunale, sfociando poi su Corso Garibaldi.
Cavour Camillo Benso conte di, via
Situata in pieno centro cittadino, la via è dedicata allo statista Camillo Benso, conte di Cavour. Anticamente parte della Contrada di San Sebastiano, sino agli anni '20 del XX secolo fu sede del municipio cittadino. Via di intenso traffico, essa sfocia nella piazza del Santuario e da lì si immette su Corso Garibaldi, la via principale che attraversa l'abitato. Osservando lo sviluppo della strada sulla cartina ci si accorge che essa ripercorre esattamente un tratto delle antiche mura cittadine che cingevano sino al XVI secolo il centro di Corbetta.

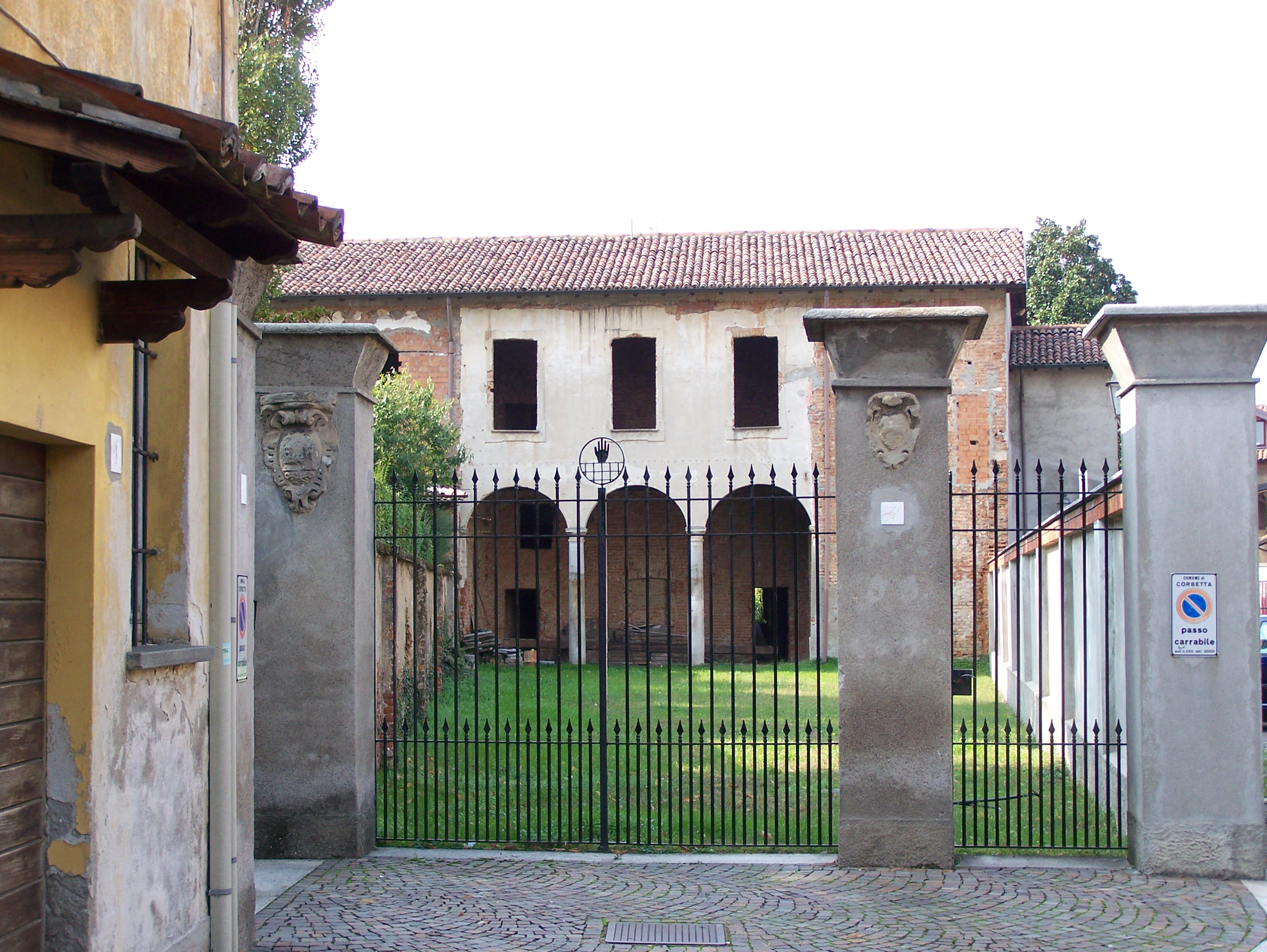
Villa Archinto in Largo Cellere

Cellere, largo
Popolarmente denominata Piassoaeu (piccola piazza), questa via deriva il proprio nome dalla famiglia Macchi di Cellere e più precisamente dal conte Ranieri Macchi di Cellere, marito di Carola Pisani Dossi, figlia di Franco Pisani Dossi, a sua volta figlio del celebre scrittore scapigliato Carlo Alberto Pisani Dossi. All'estinzione della famiglia Pisani Dossi, i Macchi di Cellere ne divennero eredi e preservarono l'eredità degli scritti e degli studi del Dossi.
Cermenati don, Piazza
La Piazza don Cermenati costituisce la piazza principale della frazione corbettese di Cerello dove hanno sede, oltre alla parrocchia locale ed all'oratorio, un istituto professionale, l'unico altro istituto superiore presente a Corbetta. Nella medesima piazza si trovano anche le scuole elementari della frazione.
Cervi fratelli, via
Questa via è dedicata ai patrioti antifascisti fratelli Cervi fucilati nel 1943. La via è una parallela di via Carducci e si trova vicino alla piscina cittadina, nonché all'attuale caserma dei carabinieri di Corbetta.
Chiesa Damiano, via
Questa via è dedicata al militare italiano della prima guerra mondiale Damiano Chiesa, catturato e fucilato dagli austriaci nel 1916. La via è una traversa di via Roma e si trova nel Quartiere Villa Pagani.
Col di Lana, via
La via Col di Lana è dedicata all'omonima vetta che nel 1916 venne occupata dagli italiani in guerra con gli austriaci dopo che una mina fatta esplodere dall'esercito regio aveva ucciso 150 soldati imperiali. La strada è situata nell'area della casa di riposo di Corbetta ed unisce via Cozzi con via dell'Aventino.
Colombo Cristoforo, via
Via dedicata all'esploratore del XV secolo Cristoforo Colombo, si trova lontana dal quartiere dedicato agli esploratori nei toponimi urbani. È una strada senza uscita e si trova nei pressi della circonvallazione cittadina.
Confalonieri Federico, via
Dedicata al patriota Federico Confalonieri, questa via si trova presso l'ex SS11 ed è stata realizzata unicamente per una casa, l'unica abitazione della via.
Copernico Niccolò, via
Questa via si trova presso via Cadorna, nel Quartiere Malpaga, lungo l'asse viario che porta alla stazione ferroviaria ed è una strada senza uscita.
Coppi Fausto, via
Dedicata al campione e ciclista Fausto Coppi, la via è posta lungo la direttrice per la stazione ferroviaria di Corbetta-Santo Stefano Ticino ed è stata creata negli ultimi anni per apportare dei collegamenti con un nuovo grande quartiere residenziale realizzato in loco.
Corbas, piazza
Piazza Corbas trae il proprio nome dalla città francese di Corbas con la quale Corbetta è gemellata dal 1981. La piazza venne ricavata proprio verso la fine degli anni '70 dall'abbattimento della precedente Curta Russa, una corte rurale cittadina di cui oggi è visibile solo una parte gittante verso piazza Corbas. Inizialmente utilizzata per il mercato settimanale, oggi essa è diventata uno dei parcheggi più ampi presenti nel centro del paese.
Corridoni Filippo, via
La via è sorta negli anni '90 con la costruzione del vicino quartiere residenziale presso l'ex SS11. Essa è dedicata a Filippo Corridoni, sindacalista e militare, uno dei precursori del socialismo italiano.
Costa Andrea, via
La via è sorta negli anni '30 con l'intento di unire via Villoresi con via Verdi, due arterie del traffico cittadino dalla circonvallazione esterna di Corbetta al centro della città. La via è dedicata ad Andrea Costa, politico considerato tra i fondatori del socialismo in Italia.
Cozzi Carlo don, via
Questa via è dedicata al prelato corbettese Carlo Cozzi che negli anni '50 lasciò cospicue donazioni per l'erezione a Corbetta di una casa per anziani ricavata da un palazzo settecentesco e da una corte posta all'interno dell'area periferica del centro storico. Quando l'istituzione venne messa in opera, la via adiacente all'ingresso alla struttura prese il nome dal fondatore don Cozzi e ancora oggi la Residenza sanitaria assistenziale ha qui la sua storica sede anche se diversi sono stati i tentativi di spostamento a causa della scarsa capienza dei locali.
Cremona Tranquillo, via
Questa via è dedicata a Tranquillo Cremona, pittore del XIX secolo che visitò più volte Corbetta grazie all'amicizia con Carlo Dossi, per il quale realizzò anche un ritratto ancora oggi conservato in Villa Pisani Dossi a Corbetta.
Cispi Francesco, via
Via dedicata allo statista ottocentesco Francesco Crispi, di cui Carlo Dossi fu il più assiduo collaboratore. La via si trova in un punto strategico e come altre parallele dell'area unisce via Verdi con via Oberdan e via Donizetti.
Croce Benedetto, via
Dedicata al filosofo Benedetto Croce, questa via costituisce difatti la circonvallazione esterna di Corbetta e rappresenta una delle più facili vie di scorrimento per circumnavigare completamente tutto l'abitato del centro storico.
Crocefisso, via
Ad oggi una delle vie più antiche della città, via Crocefisso ha questa denominazione a partire dal XVIII secolo quando ottenne la forma attuale. Il quartiere è da allora rimasto praticamente immutato. Il nome viene tratto da una grande santella ad affresco posta sull'angolo di una casa all'imbocco della via rappresentante appunto la deposizione del crocefisso, di autore ignoto.
Cucchiani Daniele, via
Posta lungo la direttrice che conduce alla frazione di Castellazzo de' Stampi, questa strada è dedicata al poeta corbettese Daniele Cucchiani, uno dei vanti della letteratura di paese, deceduto nel 1997. Essa è idealmente collegata a via Luciano Prada, altro scrittore di rilievo, che però per ragioni logistiche è posta dalla parte opposta di Corbetta.
Curiel Emilio, via
Questa via è dedicata al partigiano e fisico triestino Eugenio Curiel morto durante la seconda guerra mondiale. Essa è una via di comunicazione trasversale tra via Oberdan e via Filzi.

## D
D'Acquisto Salvo, via
Posta nella frazione di Battuello, via Salvo D'Acquisto è una via affiancata dai campi della frazione, all'interno di nuovi insediamenti abitativi realizzati negli ultimi anni.
Da Giussano Alberto, via
La via, dedicata al leggendario condottiero lombardo Alberto da Giussano, vincitore, secondo la tradizione, della battaglia di Legnano, si trova posizionata all'interno della nuova area industriale edificata negli anni '90 nell'area nord del paese. La strada venne aperta nel 1993 e dedicata dall'amministrazione comunale dell'epoca, appartenente alla Lega Lombarda, ad Alberto da Giussano appunto che era divenuto uno dei simboli della politica nazionale del partito.
Dalla Chiesa Carlo Alberto, via
Dedicata al generale dei carabinieri Carlo Alberto dalla Chiesa, tragicamente ucciso in un agguato mafioso, la via si trova nel Quartiere Malpaga, in un'area residenziale sorta nei primi anni '90 per accogliere alcune tra le prime villette a schiera realizzate nell'abitato.
Da Vinci Leonardo, via
La via Leonardo da Vinci è una delle più singolari di Corbetta per forma e storia. La via, posta in pieno centro cittadino, davanti all'ex consorzio agrario, si presenta biforcata e molto stretta. Una delle due biforcazioni ha una forma completamente incurvata e costituiva un tempo la corsia preferenziale della tranvia interurbana a vapore Milano – Magenta che nella vicina piazza Beretta aveva la propria stazione e che attraverso via Leonardo da Vinci si poneva sulla direttrice di Magenta.
De Gasperi Alcide, via
Questa via è dedicata allo statista Alcide De Gasperi ed è posta lungo la direttrice che conduce alla frazione di Castellazzo de' Stampi. La strada è quasi completamente circondata da campi agricoli e sono un paio le case che si affacciano sul suo percorso. La strada termina nell'area degli orti pubblici di Corbetta concessi in affitto dal comune a privati.
Deledda Grazia, via
Via posta nella frazione di Soriano non distante dalla locale chiesa di San Bernardo. La via accoglie un quartiere prevalentemente residenziale.
Diaz Armando, via
Via Diaz è una delle vie che dal centro conducono verso la circonvallazione esterna della città di Corbetta ed è costituita nel suo tratto iniziale da alcune vecchie corti sopravvissute dell'abitato originario, mentre la parte conclusiva della strada accoglie un nuovo quartiere realizzato negli ultimi anni.
Di Dio fratelli, via
Posta nei pressi della direttrice verso la Stazione di Corbetta-Santo Stefano Ticino, via Fratelli Di Dio accoglie un'area residenziale ed un grande parcheggio di servizio prevalentemente per la vicina linea ferroviaria.
Di Vittorio Giuseppe, via
Dedicata al sindacalista Giuseppe Di Vittorio, la via è posta nella frazione di Castellazzo de' Stampi. Qui si trova la sede del comitato di frazione locale nonché l'ingresso al grande parco pubblico di Castellazzo de' Stampi dotato di un campo da calcio, di uno da basket e di un'area ricreativa con giochi per bambini.
Dolomiti, via
Inserita nel complesso di vie dedicata alle maggiori vette d'Italia, via Dolomiti è posta all'interno dell'area industriale ovest di Corbetta.
Donizetti Gaetano, via
Dedicata al celebre musicista ottocentesco Gaetano Donizetti, la via si trova nel complesso industriale corbettese della SABIANA, eretto negli anni '60, anni in cui venne inaugurata anche questa via.

## E
Einaudi Luigi, via
Dedicata al presidente della repubblica italiana Luigi Einaudi, essa è posta nella frazione di Castellazzo de' Stampi e si presenta come una via chiusa a carattere residenziale.
Europa, viale
Aperto negli anni '60, viale Europa costituisce una parte della circonvallazione esterna del comune di Corbetta. Sulla lunghezza totale di quasi un chilometro di estensione, viale Europa accoglie diverse aree residenziali, due gruppi di case popolari e la scuola elementare "Aldo Moro".

## F
Falcone Giovanni, via
Via Falcone è dedicata al giudice Giovanni Falcone, morto nel 1992 durante un attentato mafioso assieme al compagno e collega Paolo Borsellino. La via affianca l'ex SS11 di cui è una trasversale.
Filippetti Angelo, via
La via è dedicata ad Angelo Filippetti, sindaco socialista di Milano dal 1920 al 1922, poco prima dell'avvento del fascismo. La via venne aperta negli anni '70 e metà di essa è occupata dalla grande cinta muraria di oltre 300 metri di estensione che conclude il giardino e la proprietà di Palazzo Brentano, attuale sede dell'Istituto San Girolamo Emiliani gestito dai padri somaschi. Su questa via un tempo si trovava un monumentale cancello del palazzo, oggi murato e parzialmente visibile, sostituito negli anni '40 da una cappelletta votiva dedicata a San Giuseppe il cui ingresso però è accessibile solo dall'interno del giardino. Recentemente su questa via, non distante dall'antico cancello, è stato aperto un nuovo cancello ed è stata creata un'area di parcheggio per i pullman scolastici dell'istituto.
Filzi Fabio, via
Posta nel centro cittadino, via Fabio Filzi si presenta divisa in due parti: una prima parte si trova all'interno della zona industriale SABIANA, mentre l'altra più vicina al centro cittadino è posta a chiusura nord del parco di villa Pagani della Torre, attuale sede della proloco cittadina.
Fiume, via

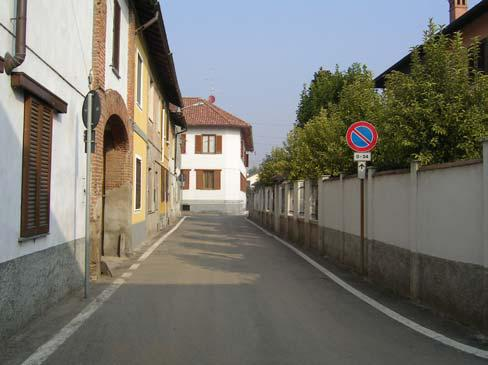
Scorcio di via Fiume, sulla sinistra la Curta Granda

Dedicata all'Impresa di Fiume nella prima guerra mondiale, via Fiume si trova nel pieno centro storico della frazione di Castellazzo de' Stampi e rappresenta una delle vie più articolate della città di Corbetta. La strada ha origine nei pressi della Curta Granda, la principale e più antica struttura della frazione, in un'area ove un tempo si trovava il locale circolo ricreativo che ha cessato la propria attività nel 1993. Successivamente la via si biforca: a sinistra attraversa una zona residenziale creata negli anni '80 giungendo a ricongiungersi con via Di Vittorio, a destra costeggia ancora la cascina a corte sino a divenire un sentiero di campagna che attraversa alcuni terreni agricoli a sud sino a congiungersi con lo sterrato di via Parini e proseguendo ancora più a sud sino a giungere a via Cascina Nuova, che conduce quindi al cimitero del paese. In tutto il percorso la via supera il chilometro di lunghezza.
Fogazzaro Antonio, via
Lo scrittore Antonio Fogazzaro è il dedicatario di questa via che è la principale della frazione di Soriano estendendosi per un chilometro e mezzo. Lungo questa via si trova anche la chiesa di San Bernardo, l'unico luogo di culto della frazione di Soriano.
Foscolo Ugo, via
Inserita nell'area nord di Corbetta, nella zona dedicata agli scrittori italiani, via Ugo Foscolo è una via a carattere prevalentemente residenziale con abitazioni e villette a schiera realizzate negli anni '90.
Franciosti Aurelio, via
Dedicata ad Aurelio Franciosti, il famoso Tròn direttore della banda civica per oltre 10 lustri, la via si trova a Castellazzo de' Stampi in una zona residenziale rimastra molto tempo senza intitolazione della via. La via accoglie villette a schiera e anche un condominio.

## G
Galilei Galileo, via
Posta nell'area dedicata agli inventori e scopritori italiani, via Galileo Galilei è una piccola via trasversale di via 2 giugno.
Galimberti Duccio, via
Dedicata all'avvocato e antifascista Duccio Galimberti, questa via è una piccola strada derivata da via Vittorio Veneto, nell'area della frazione di Battuello nord, confinante con l'abitato di Corbetta. Essa permette essenzialmente l'accesso a tre villette a schiera realizzate nell'ultimo ventennio.
Garcia Lorca Federico, via
Al poeta spagnolo Federico García Lorca è dedicata questa via, trasversale di via Silvio Pellico nell'area residenaziale del Quartiere Malpaga.
Garibaldi Giuseppe, corso
Corso Garibaldi è da sempre una delle vie più significative di Corbetta, nonché la via principale del centro storico. Anticamente denominata Contrada del Corso, questa via venne intitolata a Giuseppe Garibaldi all'indomani dell'unità d'Italia. La struttura della strada è da ricondurre a base certamente medioevale anche se è stata pesantemente modificata tra '700 e '800, epoche da cui il paesaggio strutturale è rimasto inalterato. Caratterizzata da una pavimentazione in laterizio e ciottoli a formare decorazioni geometriche di buon gusto ed un'area carrozzabile, il corso è luogo per eccellenza di ritrovo degli abitanti di Corbetta nonché sede di molti caffè e meta fondamentale delle processioni religiose in quanto esso congiunge la piazza del Santuario con piazza del Popolo ove ha sede la parrocchia e la canonica. Sul corso Garibaldi si trovava un tempo anche la sede storica dell'asilo infantile (uno dei primi nella zona) inaugurato nel 1891 dal comm. Francesco Mussi, fratello dell'allora sindaco milanese Giuseppe Mussi, poi trasferito in via Petrarca.
Gasparotti Luigi, via
Via Luigi Gasparotti è una piccola strada chiusa, trasversale di via Fratelli di Dio, sulla direttrice che porta alla stazione ferroviaria di Corbetta-Santo Stefano Ticino.
Ghiaccio del, vicolo
Il nome caratteristico di questa strada è dovuta alla sua particolare posizione. Essa infatti è una strada piccola che termina con un cancello laterale che entra nella proprietà di Palazzo Brentano, nei quartieri di servizio. Un tempo questa via era utilizzata per il carico e scarico del ghiaccio che veniva trasportato dai fossi circostanti la proprietà Brentano sino alla ghiacciaia nella cantina del palazzo stesso.
Giostre delle, piazza
La Piazza delle Giostre deve il proprio nome alla tradizione diffusasi dagli anni '70 quando è stata pianificata l'area di accogliere qui le giostre in occasione della festa patronale. Durante tutto l'anno, la piazza funge da parcheggio pubblico gratuito anche per la vicina scuola elementare "Aldo Moro". Il piazzale è dotato anche di una pista di pattinaggio su strada.
Giovanni XXIII, via
Trasversale a via San Sebastiano e a via Nino Bixio, via Giovanni XXIII è una via dedicata ai papi della storia ma estranea al complesso di vie ad essi dedicati. Essa si trova nei pressi della circonvallazione esterna della città.
Giovanni Paolo II, via
Posta nei pressi dell'ex SS11, via Giovanni Paolo II è stata aperta nel 2010 e dedicata al grande papa scomparso cinque anni prima. Essa è composta oggi da un moderno quartiere residenziale.
Gobetti Piero, via
Questa via è dedicata al giornalista antifascista Piero Gobetti e si trova nella nuova area residenziale nord dedicata agli scrittori italiani, presso l'ex SS11.
Goldoni Carlo, via
La via è dedicata al celebre commediografo veneziano del XVIII secolo Carlo Goldoni e si trova sulla direttrice che conduce alla frazione di Castellazzo de' Stampi. La strada si presenta senza uscita ma con una rotatoria a fine tratto per consentire una più agevole inversione di marcia.
Gorizia, via
Dedicata alla città di Gorizia, liberata durante la prima guerra mondiale dal dominio austro-ungarico ed annessa all'Italia, la strada si trova nella frazione di Castellazzo de' Stampi e costeggia la testa del fontanile Borra, nei pressi del centro storico del borgo. La via ha il nome di via Gorizia sino al termine dell'abitato castellazzese per poi assumere il nome di via della Marzorata, conducendo all'omonima cascina.
Gramsci Antonio, via
Al politico Antonio Gramsci è stata dedicata questa via residenziale di Corbetta, nel Quartiere Villa Pagani.
Grandi Achille, via
Achille Grandi è il dedicatario di questa via posta nell'area ovest di Corbetta, frontale allo stadio corbettese di via Verdi di cui via Grandi è una traversa.
Gran Sasso, via
Come le vicine via Dolomiti e via Monte Bianco, via Gran Sasso è dedicata alle maggiori vette italiane e si trova nell'area industriale ovest di Corbetta, nel Quartiere Repubblica, presso la Madunina.
Greppi Marco, via
Via Marco Greppi si trova parallela a via Giovanni XXIII ed è posizionata nei pressi della circonvallazione esterna di Corbetta. L'area, pur residenziale, presenta diverse aree verdi intatte.

## L
Labriola Antonio, vicolo
Dedicata al filosofo italiano di fine Ottocento, Antonio Labriola, questa piccola strada si trova nei pressi dell'ex SS11 ed è una via costituita all'inizio del Novecento per consentire l'accesso privato ad una corte rustica che si apre proprio al termine della via.
Lamarmora Alfonso, via
Via Alfonso Lamarmora si trova nel pieno del Quartiere Repubblica. Essa è perlopiù affiancata da case popolari nonché dal grande parco pubblico dell'area che raduna anche nuove residenze come il quartiere "Meraviglia". Lungo via Lamarmora si trova anche l'attuale sede degli Scout corbettesi.
Leone XIII, via
Posta non distante dal centro storico di Corbetta, via Leone XIII come via Giovanni XXIII è posta in una zona atipica, non dedicata al tema dei papi.
Leopardi Giacomo, via
Questa via è dedicata al poeta Giacomo Leopardi e si trova nell'area nord di Corbetta, nei pressi della piscina comunale. Portandosi verso il centro, la via termina con un vicoletto a senso unico che affianca gli ex stabilimenti Magugliani per la lavorazione del legno, oggi divenuti un museo e "Villa Luigia" in stile liberty.

## M
Macchi, via
Questa via, posta nella frazione di Cerello, è dedicata alla famiglia Macchi di Cellere, eredi dello scrittore scapigliato di fine Ottocento Carlo Dossi. La famiglia ha ereditato molti possedimenti terrieri nell'area, ragione dell'intitolazione di questa via.
Machiavelli Niccolò, via
Dedicata allo scrittore e poeta Niccolò Machiavelli, questa via è posta nei pressi della circonvallazione di Corbetta, in un'area dedicata ai grandi pensatori dell'epoca rinascimentale. In questa via si trovano molte residenze e anche alcune attività artigianali minori.
Madonna, via
Anticamente denominata Contrada della Madonna, questa via è sorta con tutta probabilità a partire dal XVI secolo quando iniziò la costruzione del Santuario della Beata Vergine dei Miracoli che costeggia parzialmente la strada (a testimonianza di questo si trova ancora l'indicazione viaria originale, dipinta ad affresco sul muro del santuario stesso). Su di essa si affaccia anche Villa Massari ed il parco di Villa Frisiani Olivares Ferrario, oltre a costeggiare il fontanile Madonna che rifornisce il laghetto dello stesso parco di acqua.
Magellano Ferdinando, via
Inserita nel contesto delle vie dedicate agli esploratori del XVI secolo, la via Ferdinando Magellano si presenta a carattere prevalentemente residenziale nei pressi della circonvallazione esterna della città.
Magentola, via
Via Magentola, come suggerisce il toponimo del XVIII secolo, è una piccola via ad ovest dell'abitato corbettese, che si trova lungo la direttrice che conduce appunto alla città di Magenta.
Manara Luciano, via
Situata nella frazione di Battuello, via Luciano Manara è dedicata al patriota ottocentesco delle Cinque Giornate di Milano ed è inserita in un quartiere dedicato alle personalità risorgimentali.
Manzoni Alessandro, via
Questa via è situata nel centro storico della città ed è una delle traverse della storica via Verdi. La zona è costituita in prevalenza da abitazioni a corte e da case costruite negli anni '20 del XX secolo.
Marconi Guglielmo, via
Realizzata negli anni '30, via Marconi a Corbetta è adiacente allo stadio cittadino e venne realizzata per consentire un più facile accesso alla struttura sportiva. Essa è caratterizzata da abitazioni private della medesima epoca.
Maroncelli Pietro, via
Dedicata al patriota italiano Pietro Maroncelli, la via si trova nei pressi di via Cadorna, direttrice verso la stazione ferroviaria corbettese. Essa è inserita in un contesto di abitazioni realizzate negli anni '90 del XX secolo.
Marradi, via
Identificata come una strada senza uscita, via Marradi è situata nelle adiacenze dello stabilimento Ca' Verza per la lavorazione dei legnami ed è una via che è stata realizzata in parte all'inizio del Novecento con l'apertura dello stabilimento stesso ed è stata proseguita negli anni '80 con la costruzione di nuove aree abitative.
Martiri di Belfiore, via
Questa via è dedicata ai sette martiri di Belfiore, patrioti italiani uccisi durante la prima guerra d'indipendenza italiana per via di un rastrellamento operato dal governatore Radetzky. La via è situata presso via Silvio Pellico, in un'area residenziale realizzata negli anni '80.
Marsala, via
Dedicata alla città di Marsala, protagonista dello sbarco dei mille di Garibaldi in Sicilia, la via è in realtà una piccola strada nel quartiere omonimo. La via è stata realizzata negli anni '60 per un primo nucleo di villette che hanno poi aperto la strada all'edificazione del grande quartiere residenziale popolare che ancora oggi qui si trova e che ha il nome di "Quartiere Marsala".
Marx Carlo, via
Via Carlo Marx è posta nel centro cittadino, parallela a via Caldara, in un'area edificata attorno agli anni '80, ove sono presenti numerose unità abitative e condomini.
Marzabotto, via
Dedicata alla città di Marzabotto, protagonista di un tragico eccidio della seconda guerra mondiale, la via è situata nella frazione di Castellazzo de' Stampi ed è una via che accoglie un'area industriale della frazione oltre ad un numero limitato di abitazioni private.
Mascagni Pietro via
Questa via, posta non lontana dallo stadio pubblico comunale di via Verdi, è dedicata al compositore Pietro Mascagni e si trova in un'area residenziale realizzata negli anni del boom economico.
Mattei Enrico, via
Inserita in un contesto completamente industriale che conduce all'azienda SABIANA, la via Enrico Mattei è dedicata al noto imprenditore italiano ed è stata aperta negli anni '60.
Matteotti Giacomo, via
Un tempo compresa nella Contrada di San Vittore, via Matteotti è posta in pieno centro cittadino, non lontano dalla collegiata di San Vittore. La via cambiò la propria denominazione con la proclamazione della Repubblica Italiana. All'interno si possono ravvisare molte corti rustiche settecentesche ed abitazioni risalenti alla fine dell'Ottocento.
Mazzini Giuseppe, via
Via Mazzini a Corbetta è un tratto di strada piuttosto breve che conduce dalla piazza Beretta sino al santuario della Madonna dei miracoli. Essa è una delle arterie principali del traffico cittadino e si distingue per essere un'anticipatrice delle tipiche case ottocentesche del corso Garibaldi.
Meda padre, via
Posta nella frazione di Battuello è dedicata al sacerdote missionario Don Edoardo Meda. Via Meda si presenta come una via privata a carattere prevalentemente residenziale, circondata da campi coltivati e da ampi spazi verdi intatti.
Menotti Ciro, via
Dedicata al patriota risorgimentale Ciro Menotti, la via si trova nella frazione di Battuello e si trova inserita in un quartiere dedicato alle personalità risorgimentali.
Meroni Giuseppe, via
Questa via è dedicata all'insegnante Giuseppe Meroni, sindaco di Corbetta dal 1911 al 1920, che fu uno tra i principali fautori di un grande piano regolatore che, prima del definitivo affermarsi del fascismo, diede a Corbetta quel caratteristico volto di alcune sue aree con ville private e quartieri residenziali squisitamente in stile d'inizio secolo.
Micca Pietro, via
Questa via è dedicata patriota risorgimentale Pietro Micca ed è posta nella frazione di Battuello, all'interno di un quartiere residenziale dedicato alle personalità dell'Ottocento rivoluzionario.
Milano, via
La via Milano è corrispondente a Corbetta e nei territori con l'ex SS11 che unisce appunto Milano con Novara, in Piemonte. La via attraversa il territorio corbettese a nord-est e si estende difatti dal confine con Vittuone sino alla rotonda di via Trento che sancisce l'inizio di via Simone da Corbetta. Lungo via Milano si articola inoltre la frazione della Pobbia oltre ad essere uno dei principali punti di sbocco del vicino abitato di Castellazzo de' Stampi.
Mille dei, via
Questa via posta al confine col vicino comune di Magenta è dedicata ai mille patrioti che seguirono Giuseppe Garibaldi nell'impresa della conquista dell'Italia meridionale. Questa via ha la caratteristica di incominciare nel comune di Corbetta e di terminare in quello di Magenta pur essendo una via chiusa. Essa si trova in un'area in cui i confini dei due comuni si trovano ad essere molto frastagliati.
Monte Bianco, via
Posta nel quartiere industriale, è stata recentemente aperta con uno sbocco anche su viale della Repubblica. Essa accoglie la famosa stamperia di Giuliano Grittini nonché il suo studio fotografico.
Monte Cervino, via
Via Monte Cervino è una lunga strada che si staglia lungo i campi a sud di Corbetta, sino alla frazione di Preloreto, per poi ottenere appunto il nome di strada per Preloreto nel comune di Magenta. Lungo la strada si trovano diverse residenze sparse, un condominio e un'attività industriale.
Monte Grappa, via
La via, dedicata allo storico Monte Grappa della prima guerra mondiale, si trova nei pressi della lunga via Villoresi di cui è una traversa ed è stata realizzata negli anni '20 per accogliere l'allora comando dei vigili del fuoco, successivamente trasferito lungo viale della Repubblica.
Monte Nero, via
La via, in pieno centro cittadino lungo via Verdi, è stata per oltre cinquant'anni la sede storica dei carabinieri del comando corbettese sino al definitivo trasferimento della sede in via Trento dal 2008. Assieme a via Monte San Michele, via Piave e via Monte Grappa rappresenta un gruppo di vie dedicate ai luoghi storici della prima guerra mondiale.
Monte Rosa, via
Non distante da via Monte Bianco e dall'area industriale, si trova via Monte Rosa, anticamente detta Contrada dal Fasoeau in riferimento all'omonimo fontanile che ivi scorre. La strada è oggi il principale collegamento tra i comuni di Corbetta e Magenta.
Monte San Michele, via
Posta come traversa di via Verdi, la via è un quartiere residenziale degli anni '20. Assieme a via Monte Nero, via Piave e via Monte Grappa rappresenta un gruppo di vie dedicate ai luoghi storici della prima guerra mondiale.
Monti Vincenzo, via
Dedicata a Vincenzo Monti, la via è una piccola strada realizzata negli anni '50 non distante da piazza delle Giostre. Essa accoglie appena quattro numeri civici. Ancora prima che venisse costituita in via, l'area era utilizzata come esedra per le carrozze d'entrata al grande parco di villa Frisiani-Olivares-Ferrario che in parallelo a questa strada ha ancora oggi uno degli accessi principali.
Mozart Wolfgang Amadeus, via
Dedicata al celebre musicista salisburghese, via Mozart è posta nella frazione di Castellazzo de' Stampi non distante dall'unica piazza del borgo. Essa si presenta come una via chiusa, caratterizzata da villette indipendenti realizzate negli anni '80.

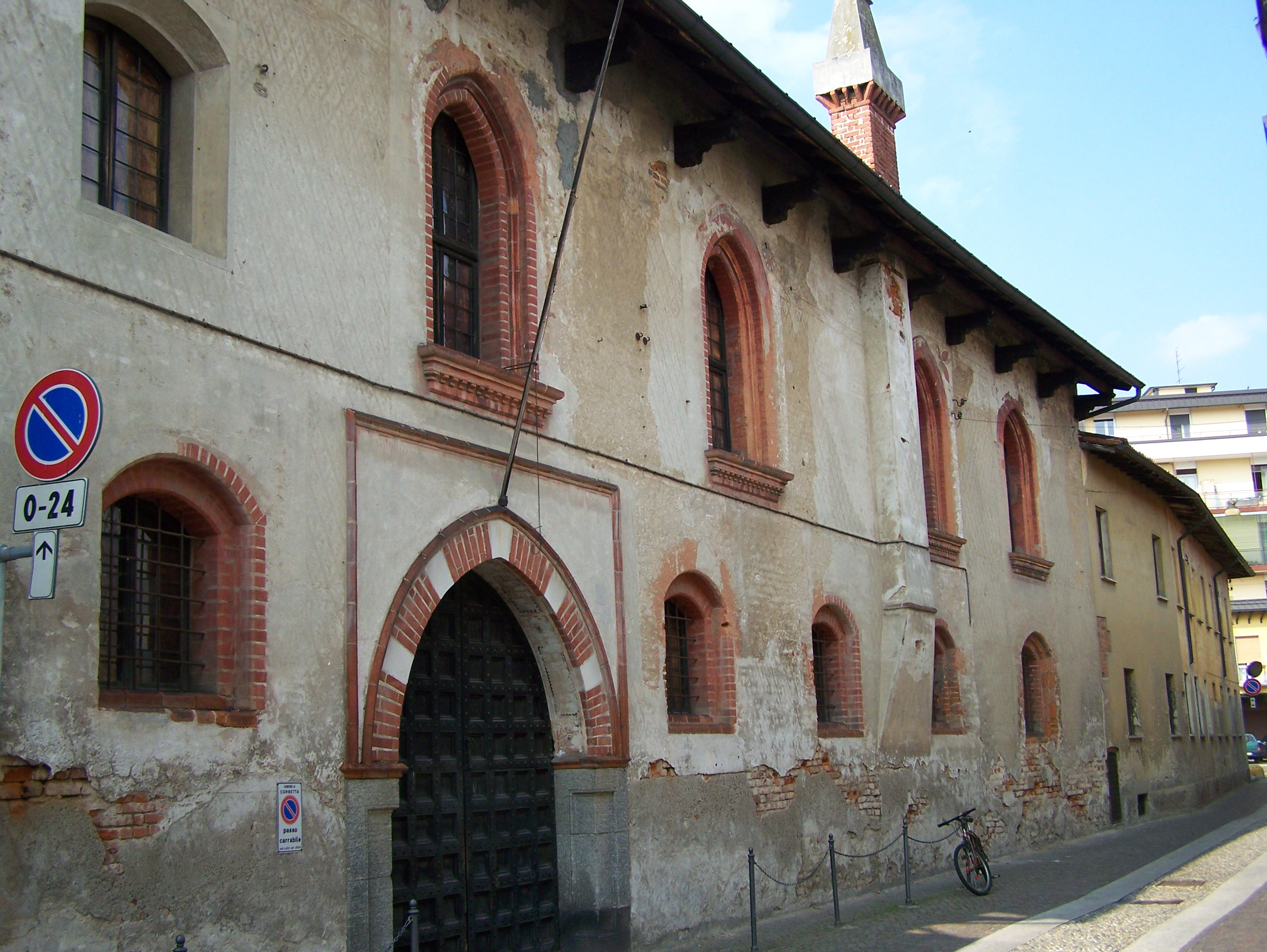
Villa Pisani Dossi con via Mussi

Mussi Francesco, via
La via è dedicata al commendatore Francesco Mussi, fratello del sindaco di Milano Giuseppe Mussi, che fu benefattore della città attraverso l'istituzione del locale asilo infantile che dal 1891 ancora oggi esiste. La sua casa, posta in questa stessa via, è attualmente denominata come villa Pisani Dossi dal momento che alla sua morte, l'abitazione passò a sua nipote Carlotta Borsani che, sposando il celebre scrittore scapigliato Carlo Dossi, la portò in dote alla famiglia.

## N
Negri Ada, via
Via Ada Negri è posta non distante dalla circonvallazione esterna della città di Corbetta e si trova confinante con il fontanile Garavaglia, uno dei più lunghi dell'abitato corbettese che giunge sino alla frazione di Cerello. La zona è prevalentemente residenziale.
Neruda Pablo, via
Inaugurata agli albori del XXI secolo, via Pablo Neruda è una zona residenziale contraddistinta da villette a schiera nei pressi della frazione di Castellazzo de' Stampi.
Nievo Ippolito, via
Dedicata ad Ippolito Nievo, la via è posta nel Quartiere Malpaga di Corbetta e si trova in un'area industriale-commerciale attualmente occupata da grandi supermercati e da un disco-pub.

## O
Oberdan Guglielmo, via
La via, dedicata a Guglielmo Oberdan, si trova a partire dal centro cittadino e conduce sino alla circonvallazione esterna di Corbetta, parallelamente a via Villoresi. La via costeggia il locale stadio comunale ed una palestra e qui ha sede anche la cosiddetta Ca' dal boja, ovvero il locale bar dello sport un tempo sede di accesi movimenti anarchici.
Olivares Luigi Maria, via
Via Olivares si trova nell'area nord di Corbetta, in un contesto rurale trasformato in tempi recenti per accogliere nuove unità abitative. La via è dedicata a Luigi Maria Olivares, vescovo di Sutri e Nepi, nato a Corbetta nel 1873 e dichiarato Venerabile dalla chiesa cattolica nel 2004 ed è venerato dalla popolazione.

## P

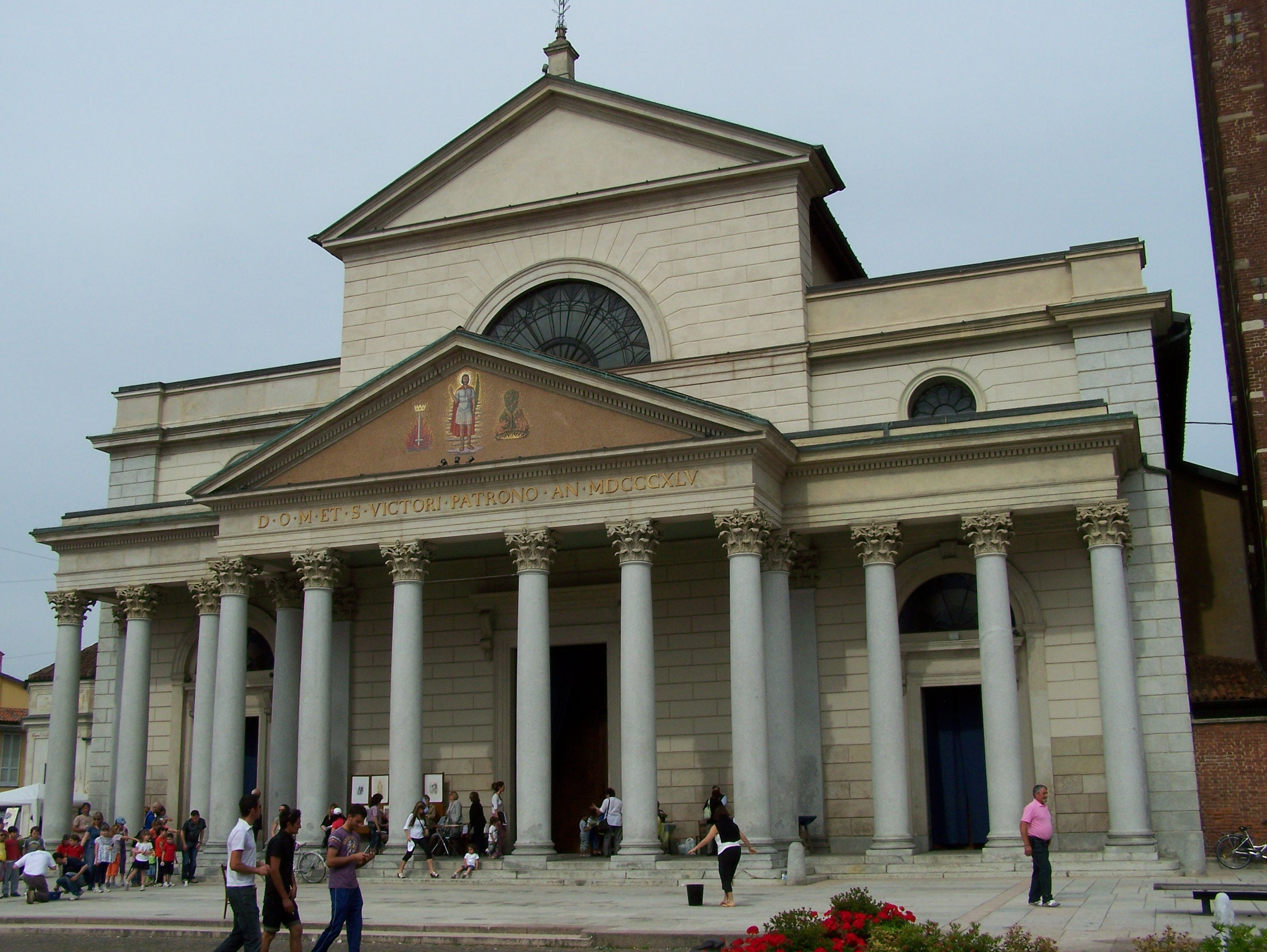
Piazza del Popolo con la chiesa prepositurale di San Vittore

Paganini Niccolò, via
Via Paganini è il nome che ottiene via Pascoli quando si immette nella frazione di Castellazzo de' Stampi. Via Paganini prosegue quindi sino alla piazza del borgo e si identifica quindi come la principale via di comunicazione dell'area.
Paisiello Giovanni, via
Dedicata al musicista napoletano Giovanni Paisiello, la via è stata aperta negli anni '90 per consentire l'accesso ad una grande area residenziale edificata a Castellazzo de' Stampi. La via, da qualche anno, ricopre anche il ruolo di circonvallazione esterna dell'abitato castellazzese consentendo il traffico delle macchine verso l'ex SS11 e verso la città di Corbetta quando il centro è chiuso per lavori o manifestazioni.
Palladio Andrea, via
Posta nella frazione di Castellazzo de' Stampi, via Palladio è dedicata al celebre architetto veneziano e si trova inserita in un'area residenziale creata verso la fine degli anni '80.
Paolo IV, via
Via Paolo IV si trova nell'area nord di Corbetta, nel Quartiere Malpaga. La strada è dedicata al pontefice Paolo IV che succedette al soglio pontificio a Marcello II il 1º maggio del 1555, poco dopo che il 17 aprile di quello stesso anno Corbetta aveva conosciuto il miracolo dell'apparizione che è alla base della fama del suo santuario. Poco dopo la sua elezione, Paolo IV si interessò particolarmente alla vicenda corbettese e qualche tempo dopo consentì all'immagine venerata in città di fregiarsi del titolo di "Madonna dei Miracoli".
Paolo VI, via
Altra via dedicata ad un pontefice, via Paolo VI è posta all'estremo confine di Corbetta con la città di Magenta, nella zona nord-ovest del paese. La via è dedicata a Paolo VI il quale, ancora arcivescovo di Milano come Giovanni Battista Montini, venne a Corbetta nel 1955 in occasione del IV centenario dell'apparizione della Madonna del santuario per coronare l'immagine con una nuova corona realizzata appositamente per questa festività. Paolo VI ha lasciato in Corbetta numerosi segni del suo passaggio tra cui una veste da lui indossata ora custodita presso il museo del santuario.
Papa Luciani, via
Dedicata a Giovanni Paolo I, al secolo Albino Luciani, la via si trova sempre nell'area nord della città di Corbetta, frontalmente alla via Paolo VI. Essa è un'area residenziale costruita negli anni '90.
Parini Ernesto, via
Posta nella frazione di Battuello, questa strada è dedicata a Ernesto Parini, bersagliere medaglia d'oro della seconda guerra mondiale originario proprio di questa frazione. L'area attualmente è costituita da una zona residenziale costruita negli anni '80.
Parini Giuseppe, via
Via Giuseppe Parini, un tempo chiamata popolarmente Stravascia, ancora oggi dà il nome al quartiere omonimo della città. La via si presenta per gran parte della sua lunghezza disabitata in quanto costeggia dei campi sino a ricongiungersi con la frazione di Castellazzo de' Stampi, percorrendo oltre un chilometro di distanza.
Pascoli Giovanni, via
Via Pascoli è la direttrice principale che da Corbetta conduce verso l'abitato di Castellazzo de' Stampi sino all'inizio del borgo, per poi assumere la denominazione di via Paganini. L'area, un tempo quasi disabitata, si è popolata nell'ultimo decennio con la costruzione di nuove aree residenziali con villette a schiera.
Pasubio, via
Frontale a via Gran Sasso, via Pasubio si trova nella prosecuzione del quartiere con vie dedicate alle maggiori cime d'Italia. Essa è occupata in gran parte dal quartiere popolare "Marsala" all'interno del Quartiere Repubblica.
Pellico Silvio, via
Dedicata al patriota risorgimentale Silvio Pellico, la via è la principale strada di comunicazione tra l'area industriale del Quartiere Malpaga con il Quartiere Isola all'interno del comune di Corbetta. Costeggia in parte l'ex SS11.
Perosi Lorenzo, via
Dedicata al sacerdote e musicista tortonese Lorenzo Perosi, la via si trova centralissima nella frazione di Castellazzo de' Stampi e costeggia la Curta Granda, principale complesso monumentale e rurale dell'area. La via si presenta senza uscita e in un suo tratto si trasforma in sentiero di campagna in terra battuta.
Pertini Sandro, via
Via Sandro Pertini, si trova presso viale Europa, costeggiando in parte l'area dell'oratorio parrocchiale con campo da calcio annesso. L'area residenziale è stata inaugurata negli anni '90 e la via si presenta in gran parte ciclopedonale e non carrozzabile in quanto non ha sbocco carrabile su viale Europa.
Petrarca Francesco, via
La via, dedicata al celebre poeta toscano Francesco Petrarca, è una via del centro cittadino in cui ha sede attualmente l'antico asilo "Francesco Mussi", istituito nel 1891 e che qui ha preso sede dopo l'ampliamento degli anni '70 ed il consequenziale spostamento della sede da Corso Garibaldi. L'area, fortemente rimaneggiata negli anni del boom economico, è oggi contraddistinta da grandi condomini.
Piave, via
Inserita come via Monte Nero, via Monte San Michele e via Monte Grappa all'interno dell'area delle vie dedicate ai luoghi storici della prima guerra mondiale, via Piave è caratterizzata da un'area residenziale realizzata negli anni '20.
Picasso Pablo, via
Posta all'estremo confine ovest del territorio di Corbetta con la vicina città di Magenta, via Picasso è inserita in un'area prevalentemente industriale, contraddistinta da diverse attività attive sul magentino e sul corbettese.

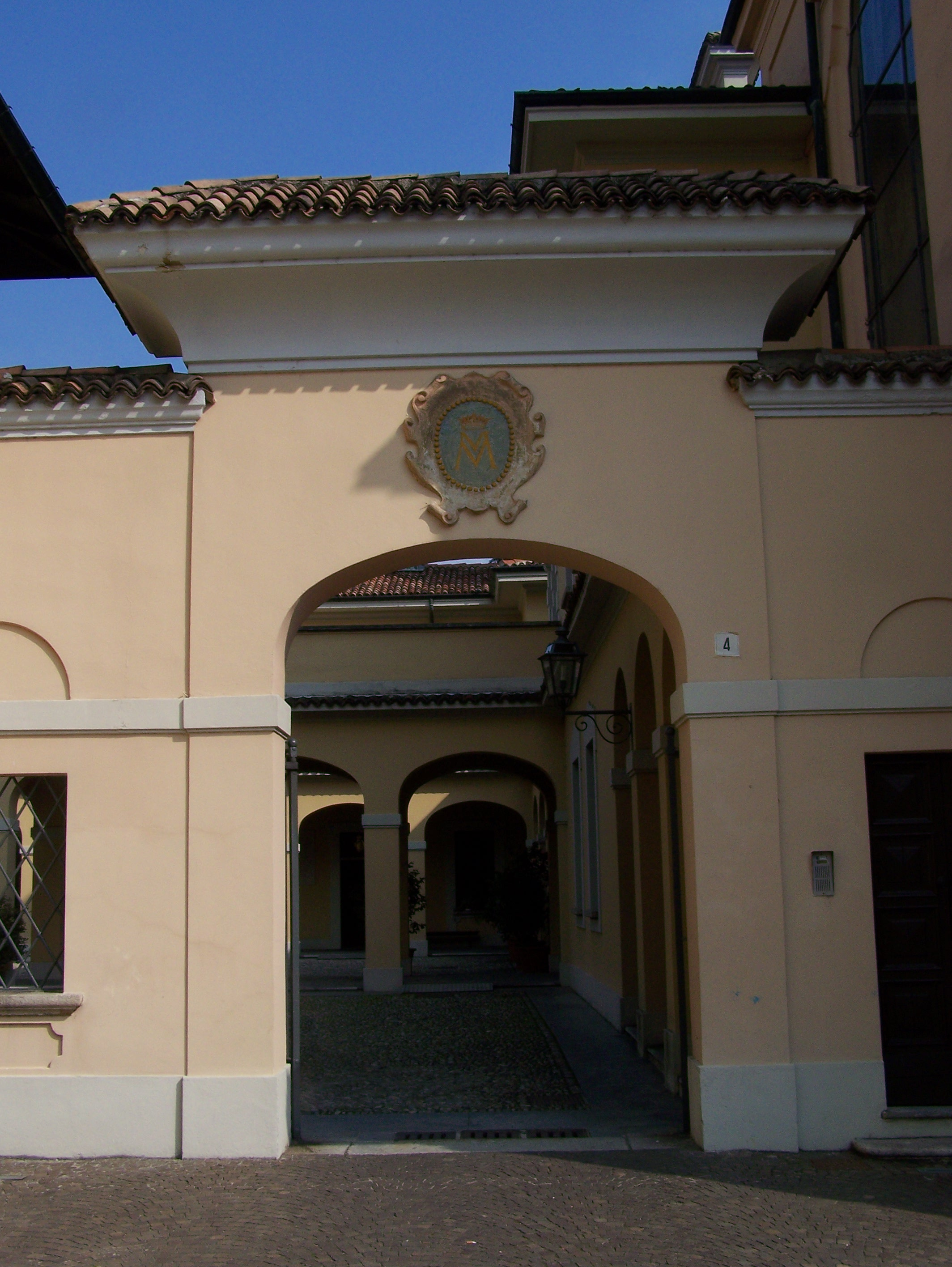
L'ingresso al Santuario di Corbetta visto da Piazzetta Pio IV

Pio IV, piazzetta
Posta nelle immediate adiacenze del santuario corbettese, essa coincide difatti con l'ingresso al chiostro della chiesa stessa ed è stata dedicata appunto al pontefice Pio IV, zio di san Carlo Borromeo che beneficò largamente il santuario corbettese prima come arcivescovo di Milano e successivamente come pontefice romano. La piazzetta viene spesso indicata generalmente come parte integrante della piazza del Santuario.
Pio X, via
Via Pio X si trova nell'area nord di Corbetta, in una zona industriale le cui vie sono dedicate in prevalenza a pontefici. L'area è residenziale ed è stata edificata nell'ultimo decennio del XX secolo.
Pirandello Luigi, via
Posta lungo la direttrice che conduce a Castellazzo de' Stampi, via Pirandello è una zona residenziale edificata negli anni '90. Essa è contraddistinta da una notevole quantità di glicini che le danno l'appellativo popolare di Via Rosa.
Pisacane Carlo, via
Dedicata al patriota napoletano Carlo Pisacane, la via si trova nella frazione di Soriano ed è un'area residenziale con villette a schiera e indipendenti aperta negli anni '80.
Pisani Dossi, via
L'istituzione di una via dedicata a Carlo Dossi venne lasciata come legato da Franco Dossi, figlio del famoso scrittore scapigliato, in cambio di larghe elargizioni al comune di Corbetta, parallelamente al comune di Milano. La via, centrale, si trova oggi davanti all'ingresso dell'asilo "Francesco Mussi", successivamente passato in gestione agli stessi Pisani Dossi dopo il matrimonio di Carlotta Borsani, nipote del Mussi, con Carlo Dossi nel 1892.
Polo Marco, via
Inserita in un contesto di vie dedicate ai grandi esploratori di patria italiana, via Marco Polo si trova nei pressi della circonvallazione esterna di Corbetta, non distante dal bosco urbano della città appositamente predisposto come spazio verde per la cittadinanza.
Popolo del, piazza
È questa la piazza principale della città di Corbetta, ove ha sede la secolare canonica di San Vittore, fulcro della vita stessa dell'abitato. Anticamente la piazza aveva la denominazione di Piazza Maggiore il che ancora oggi si risente dialettalmente in quanto viene definita col nome di Piassa Granda ovvero piazza grande, per distinguerla dalla più piccola piazza del santuario che pure ospita un luogo di culto rilevante per la città. Con l'avvento dell'unità d'Italia, la piazza cambiò la propria denominazione in Piazza Vittorio Emanuele II e con la venuta della repubblica italiana cambiò il nome nell'attuale Piazza del Popolo. Sulla piazza si affacciano alcune tra le ville storiche più rilevanti del paese, oltre ad una storica fontana che qui si trovava e che recentemente è stata sostituita da una più moderna.
Porta Carlo, via
Posta lungo la direttrice che conduce alla frazione di Castellazzo de' Stampi, via Carlo Porta è un'area residenziale formatasi negli anni '80 ed accoglie diverse villette a schiera e indipendenti oltre a un condominio.
Puccini Giacomo, via
Parallela a via Donizetti, via Puccini è inserita in un quartiere le cui vie sono dedicate a musicisti italiani. Essa si presenta come un'area residenziale realizzata negli anni '30 e costituita da case con impianto a corte cittadina.
Pusterla, vicolo
Il nome di questa via è tratto dal fatto che qui un tempo si trovava una delle porte (pusterla) di accesso alla città di Corbetta attraverso le mura che cingevano l'area dell'abitato che oggi sono pressoché corrispondenti alla zona del centro storico con via Cavour come maggior confine.

## Q
Quasimodo Salvatore, via
Dedicata a Salvatore Quasimodo, la via si trova nella frazione di Soriano, non distante dalla piccola chiesa locale. L'area, edificata a partire dagli anni '80, accoglie attualmente diverse residenze e abitazioni.

## R
Ramirez don, via
Posta nella frazione di Battuello, la via don Ramirez è un'area chiusa prevalentemente residenziale sorta attorno agli anni '90.
Repubblica della, viale
Viale della Repubblica, è la strada principale che costituisce essa stessa buona parte della circonvallazione esterna del comune di corbetta oltre a dare il nome all'omonimo quartiere. Essa è contraddistinta da un grande viale alberato a due corsie densamente abitato e con una forte presenza di quartieri popolari edificati tra gli anni '60 e gli anni '80.
Resistenza della, via
Posta non distante dalla Stazione di Corbetta-Santo Stefano Ticino, via della Resistenza è una via principalmente caratterizzata da condomini e residenze popolari edificate negli anni '90 lungo l'asse viario della ferrovia.
Richini fratelli, via
Dedicata agli architetti Francesco Maria e Bernardo Richini, particolarmente attivi nel milanese nel corso del XVIII secolo, essa si trova come parallela di via Pellico, lungo la direttrice per la stazione ferroviaria corbettese. Francesco Maria Richini, in particolare, fu attivo anche a Corbetta con la progettazione di alcune chiese e di una villa storica.
Risorgimento, via
Aperta negli anni '80 per far spazio ad una nuova area residenziale, via Risorgimento a Corbetta è posta non distante dalla Stazione di Corbetta-Santo Stefano Ticino.
Roma, via
Realizzata negli anni '20, in pieno ardore patriottico ispirato dal fascismo, via Roma era la via principale che dal centro portava al Quartiere Isola e da li lungo l'ex SS11 che univa Milano con Novara. La via è caratterizzata da una serie di residenze d'epoca oltre a dare un tempo sede alle locali scuole comunali oggi adibite a liceo odontoiatrico.
Romita, via
Posta presso l'ex SS11, la strada attraversa un quartiere realizzato negli anni '90 con moderne villette a schiera.
Rosario, via
Via Rosario è una delle più lunghe strade campestri del corbettese ed è la principale via di comunicazione tra la città di Corbetta e la frazione di Cerello. In tutto essa è lunga poco più di un chilometro ed è affiancata dal fontanile Garavaglia che è uno di quelli ancora attivi sul territorio. Lungo via Rosario si trova il moderno consorzio agrario di Corbetta.
Rossa Guido, via
Posta ad intersecarsi con via Rosario, via Rossa è una via della frazione di Cerello che identifica un'area a villette a schiera costruite negli anni '90.
Rosselli F.lli, via
Dedicata ai fratelli Rosselli, la via si trova nel quartiere multietnico della città ed è costituita prevalentementa da ville sviluppatesi attorno agli anni '70-'80 oltre ad alcune piccole industrie di artigianato.
Rossi, via
Posta nel Quartiere Malpaga, via Rossi rappresenta anch'essa una via edificata per far fronte al crescente sviluppo del quartiere dopo la costruzione dei due supermercati che tuttora vi si trovano. Essa è prevalentemente occupata da villette.
Rota Nino, via
Dedicata a Nino Rota, la via è stata aperta negli anni '90 per consentire l'accesso ad una grande area residenziale edificata a Castellazzo de' Stampi. La via, da qualche anno, assieme a via Paisiello ricopre anche il ruolo di circonvallazione esterna dell'abitato castellazzese consentendo il traffico delle macchine verso l'ex SS11 e verso la città di Corbetta quando il centro è chiuso per lavori o manifestazioni.

## S
Sacchi Edoardo don, via
Dedicata al prevosto don Edoardo Sacchi, reggente la comunità corbettese dal 1980 al 1992, la via è stata da poco inaugurata nella frazione di Cerello per consentire l'accesso ad un nuovo gruppo di villette a schiera ivi edificato.
Sacco e Vanzetti, via
Via Sacco e Vanzetti si trova nel Quartiere Malpaga e come altre vie dell'area è piuttosto breve e composta di villette indipendenti sviluppatesi negli anni '80.
Salvemini Gaetano, via
Parallela a via Sturzo, la via è dedicata a Gaetano Salvemini ed costituisce una delle vie trasversali che conducono sulla circonvallazione esterna di Corbetta. Essa è prevalentemente residenziale.
San Carlo, piazza
Dedicata a San Carlo Borromeo, la piazza è l'unica piazza della frazione di Castellazzo de' Stampi. Essa è a pianta quadrangolare ed è piuttosto antica dal momento che essa consentiva l'ingresso alla settecentesca Curta Granda che ivi si trova. La piazza ospita da sempre anche l'unico esercizio commerciale della frazione ed è il principale luogo di ritrovo degli abitanti locali. Non distante si trova anche la locale chiesa di San Giuseppe.
San Domenico, via
Via San Domenico è posta presso l'ex SS11 Milano-Novara ed è una via prevalentemente occupata da aree residenziali e da piccole industrie artigianali.
San Francesco d'Assisi, via
La via, posta al confine tra il comune di Corbetta e quello di Magenta, è una via prevalentemente campestre che conduce ad un'area edificata ove sono presenti alcune abitazioni ed un'industria.
San Girolamo Emiliani, via
La via, realizzata negli anni '60, è stata dedicata a San Girolamo Emiliani in ricordo dell'omonimo istituto dei Padri Somaschi giunto in Corbetta trent'anni prima. La via si trova presso piazza delle Giostre e consente di attraversare un complesso residenziale realizzato appunto negli anni del boom economico.
San Giuseppe, via
Via san Giuseppe è posta presso l'ex SS11 Milano-Novara e delimita un'area edificata a scopo residenziale realizzata negli anni '90.
San Pietro, via
Posta nel Quartiere Malpaga, via San Pietro è inserita nel contesto delle vie tematiche aventi per oggetto i papi. Essa è prevalentemente residenziale.
San Sebastiano, via
Una delle vie più antiche del centro storico di Corbetta è indubbiamente via San Sebastiano, la quale deve il proprio nome all'omonima chiesa che qui si trova. La via venne realizzata in gran parte nel XVIII secolo dopo la costruzione del Palazzo Brentano e del complesso de La Favorita. La via attualmente sbocca sulla circonvallazione esterna di Corbetta ed è una delle vie più immediate per accedere al centro storico provenendo dall'esterno della città.
San Vincenzo, piazza
Piazza san Vincenzo è una delle due piazze poste presso la frazione di Cerello ed è dedicata al santo patrono del borgo. Essa è uno dei luoghi di aggregazione della frazione di Cerello, ove si trovano le principali attività commerciali.
San Vittore, via
Via San Vittore, dedicata al patrono della chiesa prepositurale di Corbetta (ed antico patrono della Pieve di Corbetta), essa costeggia di fatto la chiesa e la canonica in pieno centro storico. Gran parte del suo percorso è stato realizzato negli anni '70 dopo l'abbattimento della cosiddetta Curta Rusa per la creazione dell'attuale Piazza Corbas, facendo sì che via san Vittore creasse uno sbocco su via IV Novembre, facilitando la comunicazione del centro cittadino con la circonvallazione esterna.
Sant'Ambrogio, via
Posta nel Quartiere Isola Bellaria, via Sant'Ambrogio deve il proprio nome all'antica chiesa che qui si trova e che costituisce il luogo di culto principale dell'area. La via è stata in gran parte edificata nel corso dell'inizio Novecento. Qui si trovano molte case in stile tra cui anche Villa Castiglioni.
Santa Caterina da Siena, via
Dedicata a Santa Caterina da Siena, la via è una delle principali vie di comunicazione in direzione del comune di Santo Stefano Ticino. Essa scorre attraverso i campi anche se una parte di quest'area è stata negli ultimi anni occupata da nuove industrie e capannoni.
Saresella Albino don, via
La via, posta nella frazione di Cerello, è parallela a via don Sacchi ed è dedicata a don Albino Saresella, originario di Baggio e per oltre vent'anni coadiutore in Corbetta. La sua morte rappresentò un fatto di cronaca molto noto nella zona in quanto il sacerdote morì in chiesa mentre officiava la messa.
Sauro Nazario, via
Via Nazario Sauro si trova nei pressi della piazza delle Giostre e costituisce una delle principali vie di accesso alla medesima area. Essa è stata realizzata negli anni '60 e attraversa in parte anche viale Europa, sfondando di poco oltre il canale Villoresi per mettere in comunicazione altre case con il centro storico corbettese.
Settembrini, via
Via Settembrini è stata edificata negli anni '90 dopo la realizzazione del vicino centro commerciale che costeggia in gran parte della sua lunghezza. L'area è prevalentemente occupata da costruzioni moderne e da villette indipendenti.
Simone da Corbetta, via
La via, dedicata a Simone da Corbetta, pittore del XIII originario di questi luoghi ed affiliato alla scuola di Simone Martini, costituisce il tratto dell'ex SS11 passante per Corbetta. Essa ricade completamente nel Quartiere Isola Bellaria ed è stata edificata in gran parte negli anni '70 anche se non mancano alcune aree con costruzioni più antiche, soprattutto in corrispondenza della vicina chiesetta di Sant'Ambrogio del quartiere Isola Bellaria. La via si presenta molto trafficata ed è ancora oggi uno dei principali snodi che unisce Milano con Novara.
Sturzo Luigi don, via
La via, dedicata al sacerdote Luigi Sturzo, è una delle vie trasversali che conducono sulla circonvallazione esterna di Corbetta. Essa è prevalentemente residenziale.

## T
Tasso Torquato, via
Dedicata allo scrittore rinascimentale Torquato Tasso, la via si trova lungo la direttrice che conduce alla frazione di Castellazzo de' Stampi. Essa è contraddistinta da una serie di villette indipendenti, alcune delle quali realizzate negli anni '60 altre in tempi più recenti.
Terranova Cesare, via
Via Terranova si trova nell'area del Quartiere Repubblica ed è stata aperta negli anni '70. Essa è costituita prevalentemente da condomini che la affiancano per metà del suo percorso, mentre l'altra metà e destinata ad aree residenziali a villette. Essa si trova di fronte all'attuale caserma dei pompieri di Corbetta.
Ticino, via
Posta sulla direttrice per la frazione di Battuello, via Ticino raggruppa un numero ristretto di case ed una cascina ed è perlopiù immersa nel verde della campagna corbettese.
Tobagi Walter, via
Posta presso viale Europa, via Tobagi non ha però sbocco sulla circonvallazione esterna di Corbetta in quanto si trova ad essere una via chiusa, bloccata dal percorso del canale Villoresi che dalle campagne di Castellazzo de' Stampi giunge attraverso questa via nel suo tratto cittadino.
Togliatti Palmiro, via
Dedicata al politico italiano Palmiro Togliatti, la via si trova nel Quartiere Repubblica di Corbetta ed è stata realizzata negli anni '70.
Tolstoj Leone, via
Dedicata al poeta russo Tolstoj, la via si trova presso la frazione di Castellazzo de' Stampi ed è costituita da aree residenziali a villette indipendenti dagli anni '80. In tempi recenti parte della via è stata edificata con villette a schiera.
Toscanini Arturo, via
Così come la parallela via Vivaldi, anche via Toscanini si trova ad essere una via prevalentemente residenziale nella frazione di Castellazzo de' Stampi, immersa nel verde della campagna.
Toti Enrico, via
Posta presso via San Sebastiano, via Toti è una via moderna realizzata negli anni '90 per far spazio al crescente bisogno di case nei pressi del centro storico corbettese, mentre solo di recente essa ha accolto un grande complesso residenziale sviluppatosi sul retro di Palazzo Brentano, in uno degli ultimi terreni agricoli del centro di Corbetta.
Trento, via
Posta presso viale Europa, via Trento è una delle principali vie di comunicazione che dall'ex SS11 Milano-Novara conduce al centro storico di Corbetta, concludendosi a pochi passi dal Santuario locale. Data la sua lunghezza la presenza di abitazioni è eterogenea. Su di essa si trova l'unica pompa di benzina interna alla città di Corbetta e la moderna caserma dei carabinieri inaugurata nel 2008.
Trieste, via
Posta nei pressi dell'ex SS11 Milano-Novara, via Trieste è una piccola via che costeggia l'antica Locanda Bellaria (che ha dato il nome all'omonimo quartiere e che oggi è occupata da un ristorante).
Turati, via
Via Turati è la principale via di comunicazione che dalla frazione di Castellazzo de' Stampi conduce in pieno centro cittadino a Corbetta. Essa è stata in gran parte realizzata negli anni '60-'70 e attraversa gran parte della città, dando spazio a ville indipendenti, ville a schiera, condomini e a piccole industrie artigianali locali.

## V
Valvassori, via
Via Valvassori si trova nella frazione di Cerello ed è una via prevalentemente agricola che scorre all'esterno dei confini del comune di Corbetta, collegandolo con il vicino comune di Albairate. Essa ha una lunghezza totale di quasi 2 chilometri.
Varese da Rosate, via
Dedicata alla nobile famiglia dei Varese da Rosate di cui Ludovico, il più importante membro della casata per la storia locale, fu archiatra del duca milanese Ludovico il Moro e a Corbetta edificò la sua casa (oggi Villa Pisani-Dossi), divenuta oggetto di studi archeologici compiuti da Carlo Dossi che la ereditò dallo zio della moglie nel 1892. La via si trova però dalla parte opposta della città rispetto al luogo ove sorge ancora oggi la villa: posta al confine con il grande parco del Castelletto, essa è una via prevalentemente residenziale ed è stata realizzata negli anni '90.
Vecchia Postale, via
La via, prevalentemente campestre, ha un percorso irregolare e la sua antica funzione è ricordata dal caratteristico nome che la situa un tempo come uno dei principali itinerari del servizio di posta locale. Dagli anni '90 essa è divenuta sede di abitazioni e piccole industrie artigianali locali.
Verdi Giuseppe, via
La via, dedicata al compositore Giuseppe Verdi, è una delle principali vie del centro storico corbettese, nonché una delle più lunghe. Essa ha origine dal locale Santuario e si conclude oltre il quartiere Repubblica, nei pressi dello stadio comunale. La lunghezza totale del suo tracciato è di circa un chilometro e la varietà delle case che si trovano su di essa è piuttosto eterogenea, spaziando dalle abitazioni ottocentesche del primo tratto nei pressi del centro storico, a quelle costruite via via negli anni '20 e '30 sino a giungere alle case realizzate negli anni '60 e '70 nei pressi dello stadio comunale.
Verga Giovanni, via
Via Verga è un tratto di strada che costituisce ad oggi una delle principali vie di comunicazione per la frazione di Soriano. Essa è stata realizzata negli anni '90 e sfocia poi nella via Fogazzaro che costituisce l'unica grande via che attraversa la frazione. La via è dotata di una moderna pista ciclabile cordonata ed alberata e consente anche il collegamento con la circonvallazione esterna di Corbetta.
Verri Pietro, via
Dedicata a Pietro Verri, la via si trova nei pressi dell'ex SS11 Milano-Novara ed è stata realizzata negli anni '90 per accogliere un quartiere residenziale a villette indipendenti e a schiera.
Vespucci Amerigo, via
Dedicata al celebre esploratore Amerigo Vespucci, la via costituisce una delle principali vie di comunicazione che unisce alternativamente la circonvallazione esterna di Corbetta con l'area del quartiere Repubblica. Essa è stata realizzata negli anni '90 e scorre nel bel mezzo del "Bosco di Corbetta" una delle ultime aree verdi dell'area del centro. Attualmente parte di essa accoglie una scuola materna.
Vigorelli, via
Posta nel quartiere Isola Bellaria, oltre l'ex SS11 Milano-Novara in direzione del comune di Santo Stefano Ticino, via Vigorelli è una piccola via a carattere residenziale che affianca molte altre vie poste lungo la direttrice di via Silvio Pellico.
Villoresi, via
Parallela di via Verdi, via Villoresi è dedicata al celebre agronomo Eugenio Villoresi, inventore e creatore del canale Villoresi che dalla fine dell'Ottocento consente di irrigare le campagne del milanese e del corbettese in tutte le stagioni. La via ha una lunghezza estesa di circa 600 metri e consente agevolmente di collegare il quartiere Repubblica con il centro storico di Corbetta.
Virgilio, via
Via Virgilio si trova nella frazione di Castellazzo de' Stampi, non lontana dall'ex SS11 Milano-Novara. Essa è prevalentemente occupata dalla costruzione di un capannone industriale.
Vittorio Veneto, via
La via è dedicata alla città di Vittorio Veneto ed è il principale mezzo di comunicazione che unisce la frazione di Battuello con la città di Corbetta. Essa è perlopiù campestre.
Vivaldi Antonio, via
Dedicata al celebre musicista barocco veneziano Antonio Vivaldi, la via si trova nella frazione di Castellazzo de' Stampi, nel novero delle vie che sono dedicate ai musicisti. Essa accoglie una serie di ville indipendenti erette negli anni '70 oltre ad un piccolo cascinello.
Volta Alessandro, via
Via Volta rappresenta una delle principali vie di comunicazione che unisce il centro storico di Corbetta con l'ex SS11 Milano-Novara. Essa ha una considerevole lunghezza di circa 600 metri e giunge sino a piazza Beretta, a due passi dal centro cittadino.

## Z
Zara, via
Posta nella frazione di Castellazzo de' Stampi, via Zara è la principale via di comunicazione che unisce il borgo con l'ex SS11 Milano-Novara. Essa è stata realizzata in tempi remoti ma edificata a partire dagli anni '70. Nel tratto della via nei pressi dell'abitato si trova inoltre l'ex centrale dell'ENEL che consentiva un rifornimento energetico costante a Corbetta sino agli anni '50.
Zari, vicolo
Dedicato alla facoltosa famiglia milanese degli Zari, possidente di diversi terreni e di una villa in Corbetta, il vicolo chiuso si trova nella frazione di Cerello nei pressi di piazza san Vincenzo ed è costituito essenzialmente da cascine e corti cittadine.